# Tizi N'Tleta
Tizi N'Tleta (în arabă تيزى نثلاثة) este o comună din provincia Tizi Ouzou, Algeria.
Populația comunei este de 15.479 de locuitori (2008).